# Campanula scabrella
Campanula scabrella es una especie de planta herbácea de la familia de las campanuláceas. Es originaria de las montañas del oeste de Estados Unidos, donde crece en taludes rocosos y otros hábitats alpino. 

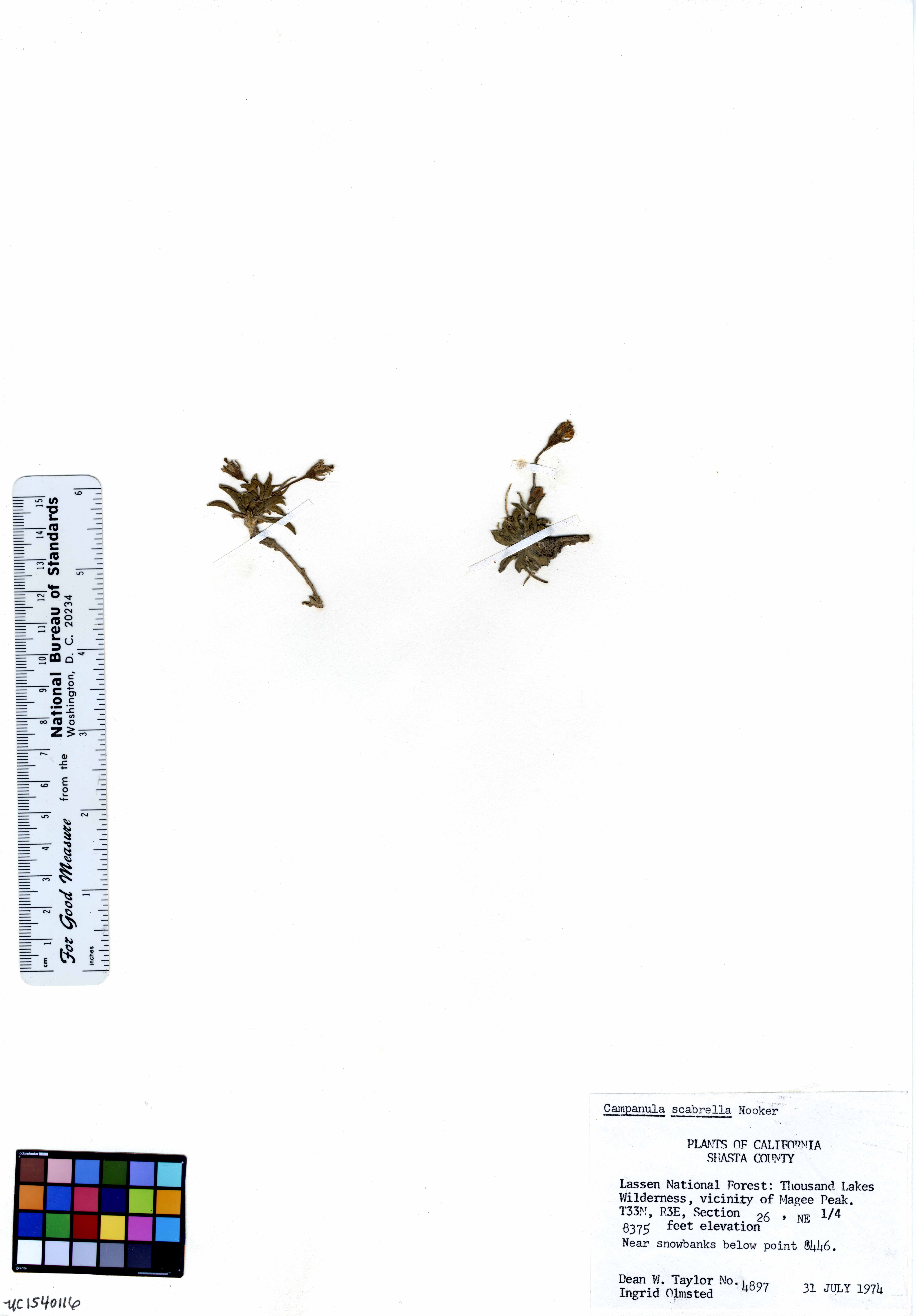
Detalle de la planta

## Descripción
Esta es una hierba perenne que crece de un rizoma y rara vez alcanza un tamaño superior a 5 centímetros de altura. Las hojas son lineales, rígidas a estrechamente ovales y de unos 3 centímetros de largo, con pecíolos. La pequeña flor en forma de embudo es de un poco menos de un centímetro de largo y de color azul pálido o lavanda, surge de la mata de hojas en un pedicelo erecto de alrededor de un centímetro de altura.

## Taxonomía
Campanula scabrella fue descrita por George Engelmann y publicado en Botanical Gazette 6(7): 237–238. 1881.
Etimología
Campanula: nombre genérico diminutivo del término latíno campana, que significa "pequeña campana", aludiendo a la forma de las flores.
scabrella: epíteto latino que significa "algo áspera".